# Город 44
«Город 44» (пол. Miasto 44) — польский художественный фильм 2014 года, военная драма. Премьера фильма состоялась 19 сентября 2014 года.

## Сюжет
В фильме история Варшавского восстания 1944 года показывается через судьбу молодого поляка Стефана Завадского. Начало восстания совпадает с первой любовью в его жизни.

## Съёмки
Подготовка к созданию фильма велась в течение 8 лет. Отбор актёров проходил с декабря 2012 года по март 2013 года. Создатели, желая набрать актёров ещё неизвестных публике, провели кастинги в Сувалках, Белостоке, Люблине, Вроцлаве, Кракове и Варшаве. Через прослушивания прошло почти семь тысяч человек. Съемки начались 11 мая 2013 года на улице Stalowa в Варшаве и закончились 21 августа 2013 года. До релиза в кинотеатрах 19 сентября 2014 года, фильм был показан 30 июля перед 15-тысячной аудиторией на Национальном стадионе. Всего в создании фильма участвовало около трёх тысяч статистов. Для исторических консультаций были приглашены непосредственные участники восстания.

## В ролях
| Актёр               | Роль                               |
| ------------------- | ---------------------------------- |
| Юзеф Павловский     | Стефан Завадский                   |
| София Вихлач        | «Божья коровка» Алиса              |
| Анна Прухняк        | Кама                               |
| Mорис Попель        | Гораль                             |
| Антон Кроликовский  | Бекса                              |
| Каролина Станич     | Беата                              |
| Филипп Гурлац       | Рогал                              |
| Томаш Шухардт       | Кобра                              |
| Михал Мейер         | «Паук»                             |
| Моника Квятковская  | мать Стефана и Яся Ханна Завадская |
| Филипп Жечепковский | брат Стефана Ясь                   |
| Макс Римельт        | пленный Йоханн Краусс              |
| Магдалена Колесник  | санитарка Клара                    |